# Почтовая станция XIX века (Аксай)
Почтовая станция XIX века — архитектурный комплекс, музей города Аксай Ростовской области, основанный в 1992 году.

## Описание
Входит в состав Аксайского военно-исторического музея. Музей сотрудничает с образовательными учреждениями, организациями и предприятиями города. Для посетителей читаются лекции по истории города и Донского края, проводятся экскурсии, различные мероприятия.
Почтовая станция — архитектурный комплекс из жилых и хозяйственных построек, находящийся в центре города Аксая у бывшей переправы через реку Дон. Музей имеет несколько постоянных выставок, проходящих в здании музея.
Музей воссоздает внешний вид типичной почтовой станции XIX века.
На территории музея расположены:
- дом почтового смотрителя,
- здание гостиницы,
- колодец,
- каретный сарай и
- беседка для отдыха.

На каретном дворе среди разнообразных повозок (линейка, бричка, возок, дорожная коляска, сани) сохранён фаэтон из фильма «Неуловимые мстители»
Станция является объектом культурного наследия России.

## Выставки
Центральная выставка музея «Почта в Аксае» знакомит экскурсантов с историей станичной почты. Почта здесь работала уже в XVIII веке и являлась прообразом современных автовокзалов. Здесь принимали круглосуточно дилижансы и кареты. В здании музея воссоздан интерьер почтовой станции.
На территории музея работают постоянные выставки:
- выставка «Древняя летопись Аксая», на которой представлены окаменелости и останки древних растений и животных, также археологические находки каменного века, эпохи бронзы, железного века и средневековья, обнаруженные в бассейне реки Аксай.
- в здании каретного сарая и на подворье экспонируется коллекция гужевого транспорта конца XIX — начала XX веков — пролётки, сани, кареты, фаэтоны и брички.

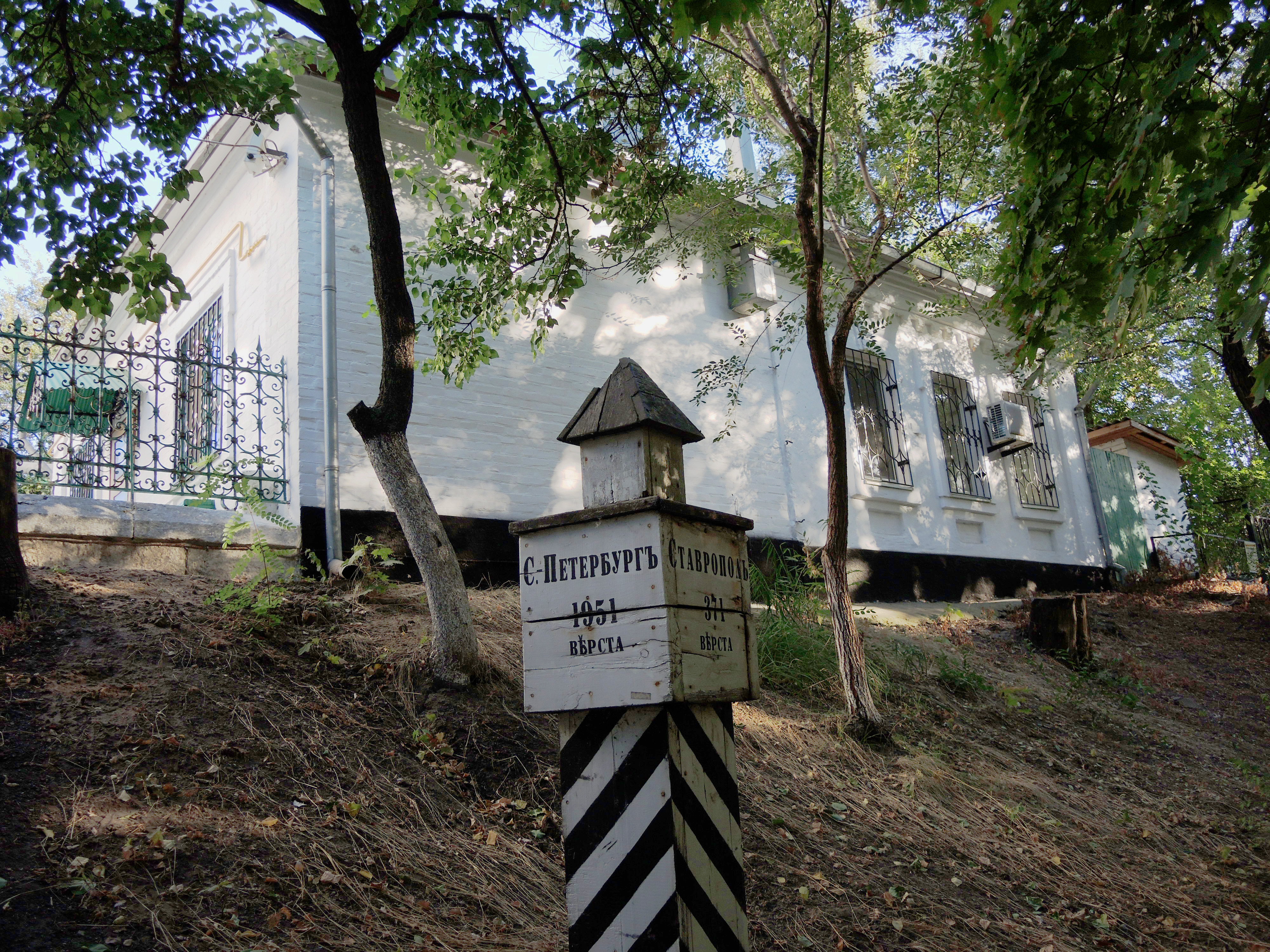
Верстовой столб на почтовой станции
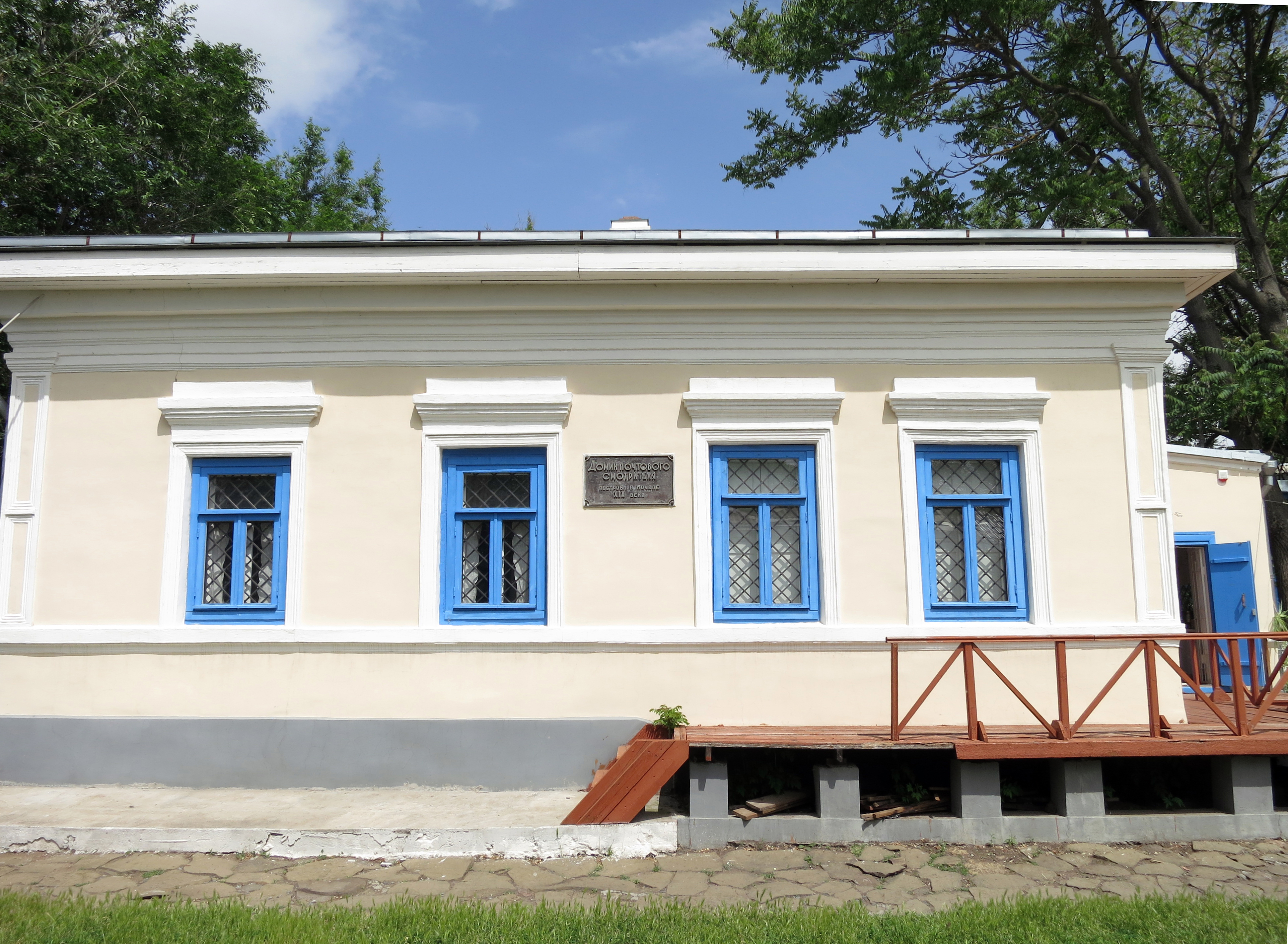
Контора почтовой станции

## Праздники
Каждый год в первую субботу июня на почтовой станции проходит «Пушкинский праздник» в честь посещения А. С. Пушкиным станицы Аксайской в 1820 и 1829 годах.

## История
Упоминание о почтовой конторе в станице Аксайской относится к 1802 году, первая постройка была деревянной и сгорела при большом пожаре в 1837 году. Новое каменное здание (курень) было построено в 1840 годах.
Музей работает начиная с 1992 года.
Через почтовую станцию Аксая в разные годы проследовали Александр Пушкин, Михаил Лермонтов, Александр Грибоедов, Лев Толстой, Алексей Толстой, Николай I, Александр I, Александр II, Пётр Чайковский, Николай Раевский, ссыльные декабристы и другие видные деятели Российской империи.
В 1985 году около нынешнего входа в музей был открыт памятник «Переправа», представляющий собой военный грузовик на наклонном постаменте. Рядом с грузовиком на постаменте установлены зенитные орудия. Памятник был воздвигнут в память о событиях Великой Отечественной войны. В 1941—1943 годах станицу Аксайскую дважды оккупировали немецко-фашистские захватчики. Здесь шли ожесточенные бои. В 1942 году зенитная батарея 3-го дивизиона 485-го артиллерийского полка прикрывала эвакуацию жителей города через Дон.